# 대한민국 수산청
수산청(水産廳, Fisheries Agency)은 수산업에 관한 기획, 수산 단체의 지도 감독, 어민 교도와 어촌 진흥, 근해 및 원양의 어업에 관한 사항, 양식 어업에 관한 사항, 수산물의 제조 가공, 유통, 검사, 관리 등에 관한 사항, 수산 자원의 통태 및 어황에 관한 조사, 연구 등에 관한 사무를 관장하던 대한민국의 옛 중앙행정기관이다. 1966년 2월 28일 농림부 수산국을 개편하여 발족하였으며 1996년 8월 7일 해운항만청과 통합하여 해양수산부로 개편되면서 폐지되었다.

## 설치 근거 및 소관 업무
- 정부조직법 [법률 제1752호, 1966.02.28 일부개정] 제30조[1]
- 수산청직제 [대통령령 제2427호, 1966.02.28 제정] 제1조[2]

## 연혁
- 1966년 2월 28일 - 농림부의 외청으로 수산청을 설치.(어정국, 생산국, 시설국, 기획관리관)
- 1970년 3월 13일 - 어업진흥담당관(2갑)을 신설, 기획관리관을 기획관리담당관으로 개편.
- 1972년 2월 16일 - 기획관리담당관을 기획관리관으로, 어업진흥담당관을 어업진흥관으로 개편.
- 1973년 3월 3일 - 농수산부의 외청으로 소속 변경.
- 1977년 3월 14일 - 차장 밑에 국제어업심의관(2을)을 신설.
- 1981년 11월 2일 - 국제어업심의관을 폐지, 어정국의 유통과를 어정과로, 수출진흥담당관을 무역과로 , 생산국의 증식담당관을 증식과로, 내수면담당관을 내수면과로 개편.
- 1984년 5월 28일 - 청평양어장을 국립수산진흥원 소속으로 이관, 수산국의 내수면과를 자원조성과로 개편.
- 1987년 1월 1일 - 농림수산부의 외청으로 소속 변경.
- 1991년 6월 19일 - 생산국에 어장보전과 신설, 어항사무소 신설(1 → 3개소), 어업지도선관리사무소 신설.
- 1994년 1월 17일 - '행정기관의 조직과 정원에 관한 통칙' 개정에 따른 복수직급제 시행.
- 1995년 4월 12일 - 국제협력관(3급)을 신설하고 그 밑에 국제협력담당관과 무역진흥담당을 소속시킴. 국, 과의 명칭변경 및 기능조정.
- 1996년 8월 8일 - 해양수산부로 개편.

## 조직
| - 남해어항사무소 ( 생성일 미상 ~ 1996.08 ) - 동해어항사무소 ( 생성일 미상 ~ 1996.08 ) - 서해어항사무소 ( 생성일 미상 ~ 1996.08 ) - 감사담당관 ( 1977.09 ~ 1996.08 ) - 공보담당관 ( 1970.03 ~ 1996.08 ) - 국립수산기술훈련소 ( 1968.12 ~ 1991.06 ) - 국립수산물검사소 ( 1981.11 ~ 1996.08 ) | - 국립수산진흥원 ( 1966.09 ~ 1996.08 ) - 국제어업심의관 ( 1977.03 ~ 1981.11 ) - 국제협력관 ( 1995.04 ~ 1996.08 ) - 기획관리관 ( 1972.02 ~ 1996.08 ) - 기획관리관 ( 1966.09 ~ 1970.03 ) - 기획관리담당관 ( 1970.03 ~ 1972.02 ) - 비상계획담당관 ( 1970.03 ~ 1996.08 ) | - 생산국 ( 1966.02 ~ 1996.08 ) - 수산공무원교육원 ( 1991.06 ~ 1996.08 ) - 수산정책국 ( 1995.04 ~ 1996.08 ) - 수산청 어업지도선관리사무소 ( 1991.06 ~ 1996.08 ) - 시설관리국 ( 1995.04 ~ 1996.08 ) - 시설국 ( 1966.02 ~ 1995.04 ) - 어업진흥관 ( 1972.02 ~ 1995.04 ) - 어업진흥관(국제협력담당)실 ( 1981.11 ~ 1996.08 ) | - 어업진흥관(원양개발담당)실 ( 1981.11 ~ 1996.08 ) - 어업진흥관(원양생산담당)실 ( 1981.11 ~ 1996.08 ) - 어업진흥담당관 ( 1970.03 ~ 1972.02 ) - 어정국 ( 1966.02 ~ 1995.04 ) - 여수어항관리사무소 ( 1979.02 ~ 1991.02 ) - 원양어업관 ( 1995.04 ~ 1996.08 ) - 중앙수산검사소 ( 1966.05 ~ 1981.11 ) - 총무과 ( 1966.02 ~ 1970.03 ) |

## 역대 청·차장

### 수산청장
| 정부        | 대수           | 이름                              | 임기                                | 출신지                     | 출신학교                              | 비고                                                                  |
| ----------- | -------------- | --------------------------------- | ----------------------------------- | -------------------------- | ------------------------------------- | --------------------------------------------------------------------- |
| 제 3 공화국 | 초대           | 오정근(吳定根)                    | 1966년 2월 28일 ~ 1968년 1월 9일    | 경기 경성 (현 서울)        | 연세대                                | 국세청장&금융통화위원회 위원&제9대 국회의원&수산개발공사 사장         |
| 제 3 공화국 | 2대            | 김재식(金在植)                    | 1968년 1월 10일 ~ 1969년 10월 24일  | 전남 장성                  | 일본 다쿠쇼코대                       | 전라남도지사&수산청 차장&농림부 수산국장&제10대 국회의원&수협중앙회장 |
| 제 3 공화국 | 3대            | 구자춘(具滋春)                    | 1969년 10월 25일 ~ 1971년 6월 11일  | 경북 달성 (현 대구 달성)   | 대구교대                              | 제주도지사&서울특별시장&내무부 장관&제13·14대 국회의원                |
| 제 3 공화국 | 4대            | 김동수(金東洙)                    | 1971년 6월 12일 ~ 1975년 3월 3일    | 경기 경성 (현 서울)        | 고려대                                | 대통령비서실 경제비서관&재무부 사세국장                               |
| 제 4 공화국 | 4대            | 김동수(金東洙)                    | 1971년 6월 12일 ~ 1975년 3월 3일    | 경기 경성 (현 서울)        | 고려대                                | 대통령비서실 경제비서관&재무부 사세국장                               |
| 5대         | 강용순(姜勇淳) | 1975년 3월 4일 ~ 1976년 5월 17일  | 경북 청송                           | 국민대                     | 수산청 어업진흥담당관·어업지도관·차장 |                                                                       |
| 6대         | 신태영(申泰榮) | 1976년 5월 18일 ~ 1979년 9월 25일 | 평북 의주                           | 해사                       |                                       |                                                                       |
| 7대         | 김종수(金鍾洙) | 1979년 9월 26일 ~ 1983년 7월 12일 | 경남 김해                           | 육사                       | 제2군사령관                           |                                                                       |
| 7대         | 김종수(金鍾洙) | 1979년 9월 26일 ~ 1983년 7월 12일 | 경남 김해                           | 육사                       | 제2군사령관                           | 제 5 공화국                                                           |
| 8대         | 강영식(姜榮植) | 1983년 7월 13일 ~ 1988년 3월 4일  | 경기 경성 (현 서울)                 | 육사                       |                                       |                                                                       |
| 노태우 정부 | 9대            | 이동배(李東培)                    | 1988년 3월 5일 ~ 1990년 3월 19일    | 경남 울산 (현 경남과 분리) | 경북대                                | 농수산부 농업정책국장·양정국장·기획관리실장                           |
| 노태우 정부 | 10대           | 윤옥영(尹沃榮)                    | 1990년 3월 20일 ~ 1993년 3월 3일    | 경북 청송                  | 해사&서울대                           |                                                                       |
| 문민 정부   | 11대           | 이희수(李羲秀)                    | 1993년 3월 4일 ~ 1994년 12월 25일   | 경남 하동                  | 부경대                                | 수산청 생산국장·차장                                                  |
| 문민 정부   | 12대           | 박광훈(朴光勳)                    | 1994년 12월 26일 ~ 1995년 12월 23일 | 경북 경산                  | 영남대                                | 수산청 시설국장·차장&국립수산기술훈련소장&국립수산물검사소장          |
| 문민 정부   | 13대           | 전윤철(田允喆)                    | 1995년 12월 25일 ~ 1996년 8월 7일   | 전남 목포                  | 서울대                                | 기획예산처 장관&경제부총리&공정거래위원회 위원장&감사원장             |

### 수산청 차장
| 정부        | 대수           | 이름                              | 임기                              | 출신지    | 출신학교                                       | 비고                                                               |
| ----------- | -------------- | --------------------------------- | --------------------------------- | --------- | ---------------------------------------------- | ------------------------------------------------------------------ |
| 제 3 공화국 | 초대           | 김명년(金命年)                    | 1966년 2월 28일 ~ 1966년 7월 12일 |           |                                                |                                                                    |
| 제 3 공화국 | 2대            | 김재식(金在植)                    | 1966년 7월 15일 ~ 1968년 1월 10일 | 전남 장성 | 일본 다쿠쇼쿠대                                | 전라남도지사&수산청장&농림부 수산국장&제10대 국회의원&수협중앙회장 |
| 제 3 공화국 | 3대            | 장희운(張希雲)                    | 1968년 2월 1일 ~ 1971년 9월 6일   |           | 부경대                                         | 수산청 생산국장                                                    |
| 제 3 공화국 | 4대            | 강용순(姜勇淳)                    | 1971년 9월 6일 ~ 1975년 3월 4일   | 경북 청송 | 국민대                                         | 수산청 어업진흥담당관·어업지도관&수산청장                          |
| 제 5 공화국 | 4대            | 강용순(姜勇淳)                    | 1971년 9월 6일 ~ 1975년 3월 4일   | 경북 청송 | 국민대                                         | 수산청 어업진흥담당관·어업지도관&수산청장                          |
| 5대         | 오준석(吳俊碩) | 1975년 3월 10일 ~ 1975년 5월 17일 |                                   |           | 농수산부 농정차관보&제7·8·9·10대 국회의원      |                                                                    |
| 6대         | 김인수(金寅洙) | 1975년 5월 20일 ~ 1976년 10월 6일 | 황해 재령                         | 부경대    | 수산청 생산국장&농수산부 농정국장·농업개발국장 |                                                                    |
| 7대         | 주홍장(周鴻章) | 1976년 10월 6일 ~ 1980년 6월 25일 |                                   | 건국대    | 수산청 시설국장                                |                                                                    |
| 8대         | 최익성(崔益星) | 1980년 6월 25일 ~ 1983년 8월 22일 |                                   | 부경대    | 수산청 생산국장                                |                                                                    |
| 8대         | 최익성(崔益星) | 1980년 6월 25일 ~ 1983년 8월 22일 | 제 5 공화국                       | 부경대    | 수산청 생산국장                                |                                                                    |
| 9대         | 이종휘(李鍾輝) | 1983년 8월 22일 ~ 1988년 4월 4일  | 충남 보령                         | 성균관대  | 수산청 기획관리관·어업진흥관&수산기술훈련소장  |                                                                    |
| 노태우 정부 | 10대           | 이희수(李羲秀)                    | 1988년 4월 4일 ~ 1991년 7월 9일   | 경남 하동 | 부경대                                         | 수산청 생산국장&수산청장                                           |
| 노태우 정부 | 11대           | 김시문(金是文)                    | 1991년 7월 9일 ~ 1992년 10월 20일 |           |                                                | 수산청 시설국장                                                    |
| 노태우 정부 | 12대           | 하성환(河星煥)                    | 1992년 10월 20일 ~ 1993년 5월 1일 |           |                                                | 국립수산진흥원장                                                   |
| 문민 정부   | 13대           | 박광훈(朴光勳)                    | 1993년 5월 1일 ~ 1994년 12월 26일 | 경북 경산 | 영남대                                         | 수산청 시설국장&수산청장&국립수산기술훈련소장&국립수산물검사소장   |
| 문민 정부   | 14대           | 안성봉(安性奉)                    | 1995년 1월 10일 ~ 1996년 2월 1일  |           |                                                | 농업공무원교육원장                                                 |
| 문민 정부   | 15대           | 임종국(林鍾國)                    | 1996년 2월 1일 ~ 1996년 8월 7일   |           |                                                | 수산청 수산정책국장&해양수산부 제2차관보                           |

## 개청과 폐지
- 경제개발 5개년 계획이 추진되면서 수산진흥정책이 추진되고, 1965년 한일 국교 정상화로 한일어업협정이 체결되고 대일 청구권 자금과 어업협정자금의 투입 등으로 수산업이 활기를 띠기 시작하자 전담조직이 시급히 필요해졌다. 이에 따라 농림부의 외청으로 수산청을 신설하게 되었다.
- 각급 행정기관에 분산되어 있는 수산, 해운, 항만, 해양 환경 보전, 해양 자원 개발 등의 해양 관련 업무를 통합하여 종합적인 해양 행정을 할 수 있도록 하기 위하여 해양수산부를 신설하였다.